# Saison 17 des Griffin
 (avril 2025).
Si vous disposez d'ouvrages ou d'articles de référence ou si vous connaissez des sites web de qualité traitant du thème abordé ici, merci de compléter l'article en donnant les références utiles à sa vérifiabilité et en les liant à la section « Notes et références ».
Chronologie
Saison 16 Saison 18
La dix-septième saison de la série d'animation Les Griffin (Family Guy) est diffusée entre le 30 septembre 2018 et le 12 mai 2019 sur le réseau Fox aux États-Unis et sur Citytv au Canada. En France, la saison a été disponible du 1er octobre 2019 au 31 décembre 2021 sur Netflix en version française.

## Épisodes
| No. série | No. saison | Titres (France et Québec)                                                                    | Titre original               | Réalisation     | Scénario                   | Date de diffusion (FOX) | Dates de diffusion MCM Télétoon  | Code prod. | Audience |
| --- | ---------- | -------------------------------------------------------------------------------------------- | ---------------------------- | --------------- | -------------------------- | ----------------------- | -------------------------------- | ---------- | -------- |
| 310 | 1          | Mariés, un cancer Marié... au cancer                                                         | Married... with Cancer       | Mike Kim        | Aaron Lee                  | 30 septembre 2018       | 26 août 2019 2 avril 2020        | HACX02     | 2.57     |
| Brian n'arrive pas à avoir de rendez-vous correct jusqu'à ce qu'il rencontre Jess, une femme qui partage ses intérêts et ses loisirs, mais souffre d'un cancer. Il lui demande de l'épouser, ce qu'elle accepte, et Quagmire met de côté ses différends avec lui pour lui organiser un enterrement de vie de célibataire. Mais le docteur de Jess arrive pour informer Brian que son cancer est guéri. Le lendemain, Brian s'installe dans son ancien appartement avec Jess, sa mère et ses chats, et alors qu'il croit qu'elle est enfin morte, elle ressuscite. |            |                                                                                              |                              |                 |                            |                         |                                  |            |          |
| 311 | 2          | Une vie de chien Mourir comme un chien                                                       | Dead Dog Walking             | Julius Wu       | Chris Sheridan             | 7 octobre 2018          | 26 août 2019 9 avril 2020        | HACX03     | 2.69     |
| Dans la deuxième partie, Peter tente de sauver Brian que Jess est sur le point d'euthanasier. Réalisant que leur couple fonctionne sur des bases communes, Brian et Jess se donnent une nouvelle chance mais Jess meurt. Alors que de son côté, Chris doit garder Stewie et finit par partager avec lui une bien étrange passion : La cigarette électronique dont ils deviennent tous les deux dépendants au grand désespoir de Lois. |            |                                                                                              |                              |                 |                            |                         |                                  |            |          |
| 312 | 3          | Mon copain Stewie Mon ami Stewie                                                             | Pal Stewie                   | Brian Iles      | John Viener & Matt Pabian  | 14 octobre 2018         | 26 août 2019 16 avril 2020       | FACX18     | 1.99     |
| En élaborant un plan pour assassiner Lois, Stewie est stoppé net par un garçon du nom de Hudson. Les deux enfants sympathisent et Hudson promet à Stewie qu'il l'invitera pour son anniversaire mais Stewie se retrouve le seul enfant de la classe sans invitation. Il se rend à la fête et saccage tout. Hudson lui explique qu'il l'avait invité mais qu'il n'a jamais répondu. Par conséquent, Brian arrive et avoue qu'il a détruit l'invitation car il se sentait rejeté avant de proposer à Stewie de prendre de la crème glacée avec lui. Alors que de son côté, Lois est obligée d'emmener Peter à un séminaire sur la motivation. Anthony Robbins essaie de les aider, mais devient si insistant qu'ils s'en vont. Mais Peter l'entend depuis sa voiture et croit que son véhicule est occupé par l'esprit de Robbins. La suite de l'épisode montre que Robbins se trouvait dans le coffre de Peter. |            |                                                                                              |                              |                 |                            |                         |                                  |            |          |
| 313 | 4          | Papa, Maman, j'ai rétréci le chien C'est pas parce qu'on est petit qu'on peut pas être grand | Big Trouble in Little Quahog | Joe Vaux        | Dominic Bianchi & Joe Vaux | 21 octobre 2018         | 27 août 2019 23 avril 2020       | FACX19     | 2.57     |
| Stewie revient d'une fête d'anniversaire minable dans laquelle on lui a donné un cadeau pourri . Il s'agit d'un sifflet pour chiens et il n'arrête pas d'ennuyer Brian qui pour se venger le critique sur sa petitesse. Stewie invente alors une machine capable de réduire la taille des gens. Brian s'excuse quand il la teste sur lui, mais un rat l'attrape avant qu'il ne puisse retrouver sa taille normale. En conséquence, Stewie se rapetisse pour le sauver. Mais une fois le rat mort, ils se retrouvent microscopiques et doivent alors survivre. Lorsqu'ils retrouvent leur taille normale, ils s'aperçoivent avec horreur qu'un groupe de mites a aussi grandi, mais le petit Tom Cruise intervient et les sauve. |            |                                                                                              |                              |                 |                            |                         |                                  |            |          |
| 314 | 5          | À propos de Carter                                                                           | Regarding Carter             | Greg Colton     | Alex Carter                | 4 novembre 2018         | 28 août 2019 30 avril 2020       | HACX04     | 2.60     |
| C'est l'anniversaire de Lois. Carter lui offre une arme qu'elle essaie de cacher, mais Peter et les enfants la trouvent et jouent avec. Lois cherche alors à rendre son arme à Carter et lui tire accidentellement une balle en pleine tête. Carter revient vivre chez les Griffin dans un état semi-végétatif. Récupérant peu à peu de sa blessure, il voit son comportement changer lorsque Lois lui parle de sa profession. Carter devient alors un homme affable et décide de prendre sa retraite et de donner toute sa fortune à des œuvres de charité. Peter et les enfants essaient de récupérer leur héritage et font tout pour le rendre méchant à nouveau, mais Brian remarque que Lois est heureuse de passer du bon temps avec son père et toute la famille les rejoint pour interpréter Capitaine Furillo. Mais Babs ne supporte pas que Carter soit devenu si généreux et lui tire une balle en pleine tête, restaurant son comportement original. Alors que Peter apprend qu'American Dad ne passe plus sur la Fox, les autres personnages de la série se lancent dans le stand-up. |            |                                                                                              |                              |                 |                            |                         |                                  |            |          |
| 315 | 6          | Tous avec Meg Megalo-Meg                                                                     | Stand by Meg                 | Jerry Langford  | Billy Domineau             | 11 novembre 2018        | 29 août 2019 7 mai 2020          | HACX05     | 2.29     |
| Peter découvre que son fils Chris n'arrive pas à suivre les cours. Il se retrouve donc en école professionnelle et adopte le comportement stéréotypé des étudiants italiens. Chris réussit à convaincre le principal Shepherd de revenir dans son ancien lycée, mais se retrouve poursuivi par le bibendum Michelin qu'il a blessé physiquement. Alors que de son côté, Meg sauve Stewie qui s'étouffait à une fête d'anniversaire, obtenant ainsi son respect. Brian et lui s'acharnent pour aider Meg à avoir une vie meilleure en commençant par la mettre en couple avec Kevin Swanson mais la relation ne dure pas et Meg leur confie finalement qu'elle est heureuse de l'avoir plaqué. |            |                                                                                              |                              |                 |                            |                         |                                  |            |          |
| 316 | 7          | Les jeux Griffiniques Les Jeux d'hiver des Griffin                                           | The Griffin Winter Games     | Steve Robertson | Artie Johann               | 18 novembre 2018        | 30 août 2019 14 mai 2020         | HACX01     | 2.66     |
| Meg surprend la famille entière en révélant qu'elle était il y a des années une biathlète accomplie. La famille part alors en Corée du Sud afin qu'elle participe aux Jeux Olympiques d'Hiver. Une fois arrivés, Chris se fait tabasser en voulant sauver Stewie qui s'était fait une nouvelle amie et la famille doit sauver Peter qu'un conducteur irrité a envoyé en Corée du Nord. Ils décident finalement de rester quelque temps mais le conducteur renvoie Peter dans l'entre deux Corée. |            |                                                                                              |                              |                 |                            |                         |                                  |            |          |
| 317 | 8          | Les arnacoeurs Arnaque à Newport                                                             | Con Heiress                  | Brian Iles      | Mark Hentemann             | 2 décembre 2018         | 31 août 2019 21 mai 2020         | HACX07     | 2.72     |
| Remarquant la photo de Brian dans un journal mondain, Stewie apprend que son ami fréquente des riches vieilles dames en échange d'un héritage. Tous les deux tombent amoureux de la même personne et n'attendent qu'une chose, qu'elle devienne veuve. Cependant, son mari n'est autre que Quagmire qui lui aussi n'attend que ça. Les trois personnages commettent un pacte. Malheureusement, quand la vieille dame décède, ils se retrouvent obligés de payer ses dettes et nous apprenons que cette vieille dame a truqué sa mort et qu'il ne s'agit que de Meg. Pendant ce temps, Lois demande que Peter introduise son fils Chris à des travaux ménagers.Il lui enseigne comment tondre la pelouse, mais parce qu'il le fait torse nu, Peter est pris par Herbert pour un nouvel adolescent alors qu'il l'a déjà rencontré dans le passé. Herbert n'arrête pas de fréquenter Peter, au grand dam de Chris qui finit par l'appeler Papa. En entendant ça, Herbert explose mais Jesse revient le nourrir.                                                                                       |            |                                                                                              |                              |                 |                            |                         |                                  |            |          |
| 318 | 9          | Pawtucket Pete Pete Pawtucket                                                                | Pawtucket Pete               | John Holmquist  | Chris Regan                | 9 décembre 2018         | 31 août 2019 28 mai 2020         | FACX20     | 3.50     |
| Peter se trompe d'enterrement en voulant se rendre à celui d'Angela et prononce une oraison aux funérailles d'un inconnu. Le lendemain, le personnel de la brasserie apprend qu'il a désormais un couple pour patrons. Peter se retrouve affecté à différents services qu'il n'aime pas, jusqu'au moment où on lui propose d'être la nouvelle égérie de la bière Pawtucket. Il accepte jusqu'au moment où ses patrons se rendent chez lui et rencontrent Brian , ce qui les pousse à créer un acolyte pour Peter. Mais lors du spectacle, Brian devient la vedette, reléguant son ami au second plan. Jaloux, Peter décide de saboter la campagne. |            |                                                                                              |                              |                 |                            |                         |                                  |            |          |
| 319 | 10         | Cinquante nuances de blanc                                                                   | Hefty Shades of Gray         | Joseph Lee      | Mike Desilets              | 6 janvier 2019          | 4 septembre 2019 4 juin 2020     | HACX08     | 2.42     |
| Peter et ses amis décident de chasser les fantômes dans une maison abandonnée. Peter se retrouve tout seul dans le sous-sol durant la nuit, et sans lumière. Au petit matin, Lois découvre que ses cheveux ont blanchi. Affublé de son nouveau look, Peter rencontre Tom Tucker qui a subi un nouvel échec amoureux. Grâce à sa nouvelle chevelure, il devient alors un expert senior en analyse de crimes. Il n'arrive pourtant pas à en trouver de vrais et décide de blâmer les immigrants. Mais alors qu'il se résout à abandonner, Donald Trump le contacte pour lui proposer un poste de secrétaire à la Maison Blanche. Alors que de son côté, Chris refuse de rencontrer une fille sexy, poussant Brian et Stewie à s'interroger sur sa sexualité quand ils découvrent qu'il préfère regarder des pornos plutôt que de sortir avec de vraies filles. Il parvient toutefois grâce à eux à en fréquenter une, mais les amis de cette fille tuent un adolescent dont le meurtre est publié dans le journal local.                                                                             |            |                                                                                              |                              |                 |                            |                         |                                  |            |          |
| 320 | 11         | Les Griffin à la Maison Blanche Peter se Trump                                               | Trump Guy                    | Joe Vaux        | Patrick Meighan            | 13 janvier 2019         | 5 septembre 2019 11 juin 2020    | HACX09     | 4.04     |
| Suite de l'épisode précédent. Peter et sa famille arrivent à Washington et sont reçus par Donald Trump. Mais lorsque sa fille Ivanka décide de relooker Meg, Donald ne peut s'empêcher de la violer. La famille ne la croit pas jusqu'à ce qu'il recommence. Peter jure d'être plus gentil mais n'arrive pas à respecter sa propre promesse. La famille repart ensuite pour Quahog après que Peter a attaqué Donald mais que Justin Trudeau l'a sauvé d'une mort certaine. |            |                                                                                              |                              |                 |                            |                         |                                  |            |          |
| 321 | 12         | Chientelligence artificielle Robot Brian                                                     | Bri, Robot                   | John Holmquist  | Patrick Meighan            | 10 février 2019         | 6 septembre 2019 18 juin 2020    | HACX10     | 1.81     |
| Brian déprime à l'idée de ne pas laisser d'héritier. Stewie lui construit alors un robot à son effigie. Pendant ce temps, Peter trouve un travail dans un centre de massage. |            |                                                                                              |                              |                 |                            |                         |                                  |            |          |
| 322 | 13         | Grs-trans Gras Trans                                                                         | Trans-Fat                    | Steve Robertson | Wellesley Wild             | 17 février 2019         | 7 septembre 2019 25 juin 2020    | HACX11     | 2.23     |
| Peter choisit d'aller aux toilettes réservées aux transgenres par manque de patience. Comme l'incident est diffusé, tout le monde croit qu'il l'est. Y prenant avantage, il se retrouve bientôt dans le coma et à son réveil, est devenu une femme. Malgré l'aide de Lois et de ses amis, il ne peut pas s'adapter à sa nouvelle situation et trouve du soutien en la personne d'Ida. Il finit par redevenir un homme à la fin de l'épisode. |            |                                                                                              |                              |                 |                            |                         |                                  |            |          |
| 323 | 14         | Peter fait un régime Peter version allégée                                                   | Family Guy Lite              | Mike Kim        | Anthony Blasucci           | 3 mars 2019             | 7 septembre 2019 2 juillet 2020  | HACX12     | 2.1      |
| Peter décide de prendre l'escalier au boulot pour éviter une situation gênante. Mais réalisant qu'il doit perdre du poids, il sollicite l'aide de ses copains mais seul Quagmire parvient à l'aider. Pendant ce temps,Brian et Stewie tombent des nues en découvrant que Lois écrit un roman à l'eau de rose. |            |                                                                                              |                              |                 |                            |                         |                                  |            |          |
| 324 | 15         | Instinct paternel Pas de Giggity, pas de doute                                               | No Giggity, No Doubt         | Julius Wu       | Kevin Biggins              | 10 mars 2019            | 7 septembre 2019 9 juillet 2020  | HACX13     | 2.25     |
| Peter et ses amis se trompent de bus et atterrissent dans une fête où Quagmire rencontre une fille qui lui plaît. Mais au dernier moment, il apprend que cette fille est la sienne. Avec Peter et Meg, Quagmire emmène Courtney, la jeune fille à un week-end père-fille au camping où la colère de Peter agace tellement Quagmire qu'il enflamme la forêt. Promettant d'être un meilleur père pour Courtney s'il survit, Quagmire est ensuite secouru avec les autres par les pompiers. |            |                                                                                              |                              |                 |                            |                         |                                  |            |          |
| 325 | 16         | Le téléphone Crabapple Sans commentaire!                                                     | You Can't Handle the Booth   | Greg Colton     | Damien Fahey               | 24 mars 2019            | 7 septembre 2019 16 juillet 2020 | HACX14     | 2.01     |
| Les Griffin sont choisis pour incarner les voix off des commentaires d'un DVD. C'est alors que la famille apprend quelque chose entre Peter et Lois. Peter paierait toujours une pension alimentaire à son ex épouse, Sarah Paulson. |            |                                                                                              |                              |                 |                            |                         |                                  |            |          |
| 326 | 17         | Sale île en mer L’île aux trésors                                                            | Island Adventure             | Jerry Langford  | Steve Callaghan            | 31 mars 2019            | 7 septembre 2019 23 juillet 2020 | HACX06     | 2.15     |
| La famille Griffin range le garage lorsque Peter prend la mauvaise décision de jeter le tricycle de Stewie. Il part alors avec Brian à sa recherche et tous deux s'aventurent dans les méandres de la décharge municipale. Tandis que Lois, elle, aide Quagmire à préparer un rendez-vous avec une quadragénaire. |            |                                                                                              |                              |                 |                            |                         |                                  |            |          |
| 327 | 18         | Jetez-moi tout ça ! Jette-moi ça                                                             | Throw It Away                | Brian Iles      | Cherry Chevapravatdumrong  | 28 avril 2019           | 7 septembre 2019 30 juillet 2020 | HACX15     | 1.95     |
| Lois lit un ouvrage lui conseillant de ranger la maison. Ce faisant, elle va un peu trop se laisser prendre au jeu. |            |                                                                                              |                              |                 |                            |                         |                                  |            |          |
| 328 | 19         | La nouvelle star d'Internet Meg, la grosse vedette                                           | Girl Internetted             | Joe Vaux        | Chris Regan                | 5 mai 2019              | 14 septembre 2019 6 août 2020    | HACX17     | 1.72     |
| Meg développe une forme rare de diabète et devient une célébrité pendant que Brian décide de conduire une voiture plus masculine. |            |                                                                                              |                              |                 |                            |                         |                                  |            |          |
| 329 | 20         | Le lycée Adam West L'école Adam West                                                         | Adam West High               | Joseph Lee      | Artie Johann               | 12 mai 2019             | 14 septembre 2019 13 août 2020   | HACX16     | 1.78     |
| Après la mort du maire Adam West, Brian et Quagmire veulent tous les deux lui succéder. |            |                                                                                              |                              |                 |                            |                         |                                  |            |          |